# ناصر کوره‌چیان
ناصر کوره‌چیان (۱۳۰۶ – ۱۳۵۴) فعالیت هنری را سال ۱۳۲۹ با بازی در تئاتر آغاز کرد که از نمایش‌های او می‌توان «حسین کرد شبستری» و «یوسف و زلیخا» را نام برد. کوره‌چیان دهه ۱۳۳۰ فعالیت خود را در رادیو و دوبلاژ ادامه داد. وی در ۱ فروردین ۱۳۵۴ درگذشت و در بهشت زهرای تهران قطعه ۱۰، ردیف ۵۳، شماره ۴۲ به خاک سپرده شد.

## فیلمشناخت

### کارگردان
- ۱ - شب‌های معبد (۱۳۳۳)

### نویسنده
- ۱ - شب‌های معبد (۱۳۳۳)

### بازیگر
- ۱ - شهر آفتاب (۱۳۵۱)
- ۲ - ببر مازندران (۱۳۴۷)
- ۳ - سرنوشت (۱۳۴۶)
- ۴ - داغ ننگ (۱۳۴۴)
- ۵ - عشق و انتقام (۱۳۴۴)
- ۶ - من مادرم (۱۳۴۴)
- ۷ - چهار تا شیطون (۱۳۴۳)
- ۸ - پستچی (۱۳۴۰)
- ۹ - فریاد نیمه شب (۱۳۴۰)
- ۱۰ - روز گمشده (۱۳۳۸)
- ۱۱ - ماجرای استودیو (۱۳۳۷)
- ۱۲ - شب‌های معبد (۱۳۳۳)